# 衛慎公
衞慎公（？—前373年），即姬頹，為戰國諸侯國衞國君主之一，他是衞敬公孫子。
- 前415年，殺堂兄衞懷公，自立為該國君主。
- 前379年，趙襲衛不克。

## 家世
- 祖父：衞敬公弗
- 父：公子适
- 堂兄：衞懷公亶，前415年，公子頹（衞慎公）殺死懷公而自立。

## 家庭
- 子：衞聲公訓

| 前任： 堂兄衞懷公 | 春秋衞國君主 前415年--前373年 | 繼任： 子衞聲公 |